# Tour d'Espagne 1982
La 37e édition du Tour d'Espagne s'est déroulée du 20 avril au 9 mai 1982, entre Saint-Jacques-de-Compostelle et Madrid. La course comptait 19 étapes et un prologue pour une distance de 3 441,7 km. Elle a été remportée par l'Espagnol Marino Lejarreta à une vitesse moyenne de 35,929 km/h, après déclassement d'Ángel Arroyo pour dopage.

## Équipes participantes
- Kelme
- Zor
- Splendor-Wickes Bouwmarkt
- Wolber-Spidel
- Reynolds
- Teka
- Safir-Marc
- Hueso Chocolates
- Puch-Eorotex-Campagnolo
- Van de Ven Olen-Moser (de)

## Déroulement de la course
Le Français Marc Gomez remporte le prologue à Saint-Jacques-de-Compostelle. Il garde le maillot jaune à l'issue des trois jours de course suivants, qui voient quatre victoires du Belge Eddy Planckaert. Coéquipier de ce dernier, Claude Criquielion s'empare de la tête du classement général lors de la quatrième étape. Il est détrôné six jours plus tard par Ángel Arroyo, leader de l'équipe Reynolds. Celle-ci contrôle les dix derniers jours de course et Arroyo scelle sa victoire finale en remportant le contre-la-montre de Campo de Criptana.
Cependant, deux jours après le sacre d'Arroyo à Madrid, le contrôle antidopage positif de quatre coureurs est annoncé. Il s'agit d'Ángel Arroyo, Alberto Fernández Blanco, Vicente Belda et Pedro Muñoz. Le produit détecté est la méthylphénidate. Ángel Arroyo nie avoir absorbé cette substance et demande une contre-expertise, qui s'avère également positive. Il est par conséquent déclassé au profit de Marino Lejarreta.

## Classement général
Classement général après le déclassement d'Ángel Arroyo, premier, et Alberto Fernández, troisième.
| \| 1. \| Marino Lejarreta \| Espagne \| Teka \| en \| 95 h 47 min 23 s \| \| 2. \| Michel Pollentier \| Belgique \| Safir \| à \| 18 s \| \| 3. \| Sven-Åke Nilsson \| Suède \| Wolber \| à \| 1 min 17 s \| \| 4. \| Faustino Rupérez \| Espagne \| Zor \| à \| 2 min 14 s \| \| 5. \| José Luis Laguía \| Espagne \| Reynolds \| à \| 2 min 37 s \| \| 6. \| Pierre-Raymond Villemiane \| France \| Wolber \| à \| 2 min 43 s \| \| 7. \| Stefan Mutter \| Suisse \| Puch - Eorotex \| à \| 4 min 18 s \| \| 8. \| Jaime Vilamajó \| Espagne \| Kelme \| à \| 4 min 19 s \| \| 9. \| Marc Durant \| France \| Wolber \| à \| 5 min 10 s \| \| 10. \| Álvaro Pino \| Espagne \| Zor \| à \| 5 min 53 s \| |                           |          |                |    |                  |
| 1. | Marino Lejarreta          | Espagne  | Teka           | en | 95 h 47 min 23 s |
| 2. | Michel Pollentier         | Belgique | Safir          | à  | 18 s             |
| 3. | Sven-Åke Nilsson          | Suède    | Wolber         | à  | 1 min 17 s       |
| 4. | Faustino Rupérez          | Espagne  | Zor            | à  | 2 min 14 s       |
| 5. | José Luis Laguía          | Espagne  | Reynolds       | à  | 2 min 37 s       |
| 6. | Pierre-Raymond Villemiane | France   | Wolber         | à  | 2 min 43 s       |
| 7. | Stefan Mutter             | Suisse   | Puch - Eorotex | à  | 4 min 18 s       |
| 8. | Jaime Vilamajó            | Espagne  | Kelme          | à  | 4 min 19 s       |
| 9. | Marc Durant               | France   | Wolber         | à  | 5 min 10 s       |
| 10. | Álvaro Pino               | Espagne  | Zor            | à  | 5 min 53 s       |

Classement au soir du 9 mai 1982 avant l'officialisation des déclassements.
| \| 1. \| Ángel Arroyo \| Espagne \| Reynolds \| en \| 95 h 45 min 28 s \| \| 2. \| Marino Lejarreta \| Espagne \| Teka \| à \| 1 min 55 s \| \| 3. \| Alberto Fernández \| Espagne \| Teka \| à \| 1 min 57 s \| \| 4. \| Michel Pollentier \| Belgique \| Safir \| à \| 2 min 13 s \| \| 5. \| Sven-Åke Nilsson \| Suède \| Wolber \| à \| 3 min 12 s \| \| 6. \| Faustino Rupérez \| Espagne \| Zor \| à \| 4 min 9 s \| \| 7. \| José Luis Laguía \| Espagne \| Reynolds \| à \| 4 min 32 s \| \| 8. \| Pierre-Raymond Villemiane \| France \| Wolber \| à \| 4 min 38 s \| \| 9. \| Stefan Mutter \| Suisse \| Puch - Eorotex \| à \| 6 min 13 s \| \| 10. \| Jaime Vilamajó \| Espagne \| Kelme \| à \| 6 min 14 s \| |                           |          |                |    |                  |
| 1. | Ángel Arroyo              | Espagne  | Reynolds       | en | 95 h 45 min 28 s |
| 2. | Marino Lejarreta          | Espagne  | Teka           | à  | 1 min 55 s       |
| 3. | Alberto Fernández         | Espagne  | Teka           | à  | 1 min 57 s       |
| 4. | Michel Pollentier         | Belgique | Safir          | à  | 2 min 13 s       |
| 5. | Sven-Åke Nilsson          | Suède    | Wolber         | à  | 3 min 12 s       |
| 6. | Faustino Rupérez          | Espagne  | Zor            | à  | 4 min 9 s        |
| 7. | José Luis Laguía          | Espagne  | Reynolds       | à  | 4 min 32 s       |
| 8. | Pierre-Raymond Villemiane | France   | Wolber         | à  | 4 min 38 s       |
| 9. | Stefan Mutter             | Suisse   | Puch - Eorotex | à  | 6 min 13 s       |
| 10. | Jaime Vilamajó            | Espagne  | Kelme          | à  | 6 min 14 s       |

## Étapes
| N°       | Date     | Villes étapes                               | km        | Vainqueur d'étape        | Leader du général             |
| Prologue | 20 avril | Saint-Jacques-de-Compostelle                | 6,7 (clm) | Marc Gomez               | Marc Gomez                    |
| 1rea     | 21 avril | Saint-Jacques-de-Compostelle - La Corogne   | 97        | Eddy Planckaert          | Marc Gomez                    |
| 1reb     | 21 avril | La Corogne - Lugo                           | 97        | Eddy Planckaert          | Marc Gomez                    |
| 2e       | 22 avril | Lugo - Gijón                                | 240       | Eddy Planckaert          | Marc Gomez                    |
| 3e       | 23 avril | Gijón - Santander                           | 208       | Eddy Planckaert          | Marc Gomez                    |
| 4e       | 24 avril | Santander - Reinosa                         | 196       | Antonio Coll             | Claude Criquielion            |
| 5e       | 25 avril | Reinosa - Logroño                           | 230       | Ángel Camarillo          | Claude Criquielion            |
| 6e       | 26 avril | Logroño - Saragosse                         | 190       | José Luis Laguía         | Claude Criquielion            |
| 7e       | 27 avril | Saragosse - Sabiñánigo                      | 146       | Enrique Martínez Heredia | Claude Criquielion            |
| 8e       | 28 avril | Sabiñánigo - Lérida                         | 216       | Jesús Hernández Úbeda    | Claude Criquielion            |
| 9e       | 29 avril | Artesa de Segre - Puigcerdà                 | 182       | José Luis Laguía         | Claude Criquielion            |
| 10e      | 30 avril | Puigcerdà - Sant Quirze del Vallès          | 181       | Sven-Åke Nilsson         | Ángel Arroyo                  |
| 11e      | 1er mai  | Sant Quirze del Vallès - Barcelone          | 143       | José Luis Laguía         | Ángel Arroyo                  |
| 12e      | 2 mai    | Salou - Nules                               | 200       | Eddy Planckaert          | Ángel Arroyo                  |
| 13e      | 3 mai    | Nules - Antella                             | 195       | José Recio               | Ángel Arroyo                  |
| 14e      | 4 mai    | Antella - Albacete                          | 153       | Dominique Arnaud         | Ángel Arroyo                  |
| 15ea     | 5 mai    | Albacete - Tomelloso                        | 119       | Eddy Vanhaerens          | Ángel Arroyo                  |
| 15eb     | 5 mai    | Tomelloso - Campo de Criptana               | 35 (clm)  | Ángel Arroyo             | Ángel Arroyo                  |
| 16e      | 6 mai    | Campo de Criptana - San Fernando de Henares | 176       | Willy Sprangers          | Ángel Arroyo                  |
| 17e      | 7 mai    | San Fernando de Henares - Navacerrada       | 178       | Marino Lejarreta         | Ángel Arroyo Marino Lejarreta |
| 18e      | 8 mai    | Ségovie                                     | 184       | Juan Fernández Martín    | Ángel Arroyo Marino Lejarreta |
| 19e      | 9 mai    | Madrid                                      | 84        | Eddy Vanhaerens          | Ángel Arroyo Marino Lejarreta |

## Classements annexes
| \| 1. \| Stefan Mutter \| Suisse \| Puch - Eurotex \| 172 points \| \| 2. \| José Luis Laguía \| Espagne \| Reynolds \| 133 points \| \| 3. \| Eddy Vanhaerens \| Belgique \| Safir \| 128 points \| |                  |          |                |            |
| 1. | Stefan Mutter    | Suisse   | Puch - Eurotex | 172 points |
| 2. | José Luis Laguía | Espagne  | Reynolds       | 133 points |
| 3. | Eddy Vanhaerens  | Belgique | Safir          | 128 points |

| \| 1. \| José Luis Laguía \| Espagne \| Reynolds \| 90 points \| \| 2. \| Juan Fernández Martín \| Espagne \| Kelme \| 60 points \| \| 3. \| José Recio \| Espagne \| Kelme \| 53 points \| |                       |         |          |           |
| 1. | José Luis Laguía      | Espagne | Reynolds | 90 points |
| 2. | Juan Fernández Martín | Espagne | Kelme    | 60 points |
| 3. | José Recio            | Espagne | Kelme    | 53 points |

| \| 1. \| Benny Schepmans \| Belgique \| VVM \| 34 points \| |                 |          |     |           |
| 1.                                                          | Benny Schepmans | Belgique | VVM | 34 points |

| \| 1. \| Marc Van Geel \| Belgique \| Safir \| - \| |               |          |       |   |
| 1.                                                  | Marc Van Geel | Belgique | Safir | - |

| \| 1. \| Kelme \| Espagne \| 287 h 14 min 05 s \| |       |         |                   |
| 1.                                                | Kelme | Espagne | 287 h 14 min 05 s |

## Liste des coureurs
| Kelme | Zor | Wickes |
| - 1 Juan Fernández Martín (Esp) - 2 Vicente Belda (Esp) - 3 Enrique Martínez Heredia (Esp) - 4 Jesús Guzmán (ca) (Esp) - 5 Juan Pujol (Esp) - 6 José Recio (Esp) - 7 Jerónimo Ibáñez (en) (Esp) - 8 Jaime Vilamajó (Esp) - 9 Celestino Prieto (Esp) - 10 Roy Schuiten (Hol)                   | - 11 Faustino Rupérez (Esp) - 12 Pedro Muñoz (Esp) - 13 José Luis López Cerrón (Esp) - 14 José Luis Viejo (Esp) - 15 Francisco Javier Cedena (Esp) - 16 Álvaro Pino (Esp) - 17 José Antonio Cabrero (ca) (Esp) - 18 Isidro Juárez (Esp) - 19 Eduardo Chozas (Esp) - 20 Ángel Camarillo (Esp)                   | - 21 Eddy Planckaert (Bel) - 22 Claude Criquielion (Bel) - 23 Jo Maas (Hol) - 24 Walter Planckaert (Bel) - 25 Paul Wellens (Bel) - 26 Benny Van Brabant (Bel) - 27 Jean-Philippe Vandenbrande (Bel) - 28 Johnny Broers (Hol) - 29 Luc De Smet (nl) (Bel) - 30 Heddie Nieuwdorp (Hol)         |
| Wolber | Reynolds | Teka |
| - 31 Sven-Åke Nilsson (Sue) - 32 Fabien De Vooght (Fra) - 33 Pierre-Raymond Villemiane(Fra) - 34 Dominique Arnaud (Fra) - 35 Marc Gomez (Fra) - 36 Jean-Pierre Guernion (Fra) - 37 Marc Durant (Fra) - 38 Jean-François Rault (Fra) - 39 Philippe Leleu (Fra) - 40 Claude Vincendeau (Fra)    | - 41 Ángel Arroyo (Esp) - 42 Pedro Delgado (Esp) - 43 Eulalio García Pereda (Esp) - 44 Julián Gorospe (Esp) - 45 Anastasio Greciano (Esp) - 46 Carlos Hernández Bailo (Esp) - 47 Jesús Hernández Úbeda (Esp) - 48 José Luis Laguía (Esp) - 49 Jesús Suárez Cueva (Esp) - 50 Ricardo Zúñiga (ca) (Esp)          | - 51 Bernardo Alfonsel (Esp) - 52 Juan Carlos Alonso (es) (Esp) - 53 Antonio Coll (Esp) - 54 Manuel Esparza (Esp) - 55 Federico Echave (Esp) - 56 Alberto Fernández Blanco (Esp) - 57 Ismaël Lejarreta (Esp) - 58 Marino Lejarreta (Esp) - 59 Paulino Martínez (Esp) - 60 Felipe Yáñez (Esp) |
| Safir | Huesco | Puch Eorotex |
| - 61 Michel Pollentier (Bel) - 62 Philippe Poissonnier (Fra) - 63 Wilfried Wesemael (Bel) - 64 Eddy Vanhaerens (Bel) - 65 Eddy Van Hoof (Bel) - 66 Johan Louwet (Bel) - 67 Marc Van Geel (Bel) - 68 Charles Jochums (en) (Bel) - 69 Alain Desaever (nl) (Bel) - 70 Willy Sprangers (Bel)      | - 71 Ginés García Pallares (Esp) - 72 José María González Barcala (Esp) - 73 Luis Vicente Otin (es) (Esp) - 74 Francisco Sala (ca) (Esp) - 75 Carlos Machín (Esp) - 76 Eugenio Herranz (Esp) - 77 José Teixeira (Esp) - 78 Alfonso Blanco Palau (Esp) - 79 Miguel Ugartemendia (Esp) - 80 Hugues Grondin (Fra) | - 81 Guido Frei (de) (Sui) - 82 Harald Maier (Aut) - 83 Hans Neumayer (All) - 84 Gerhard Zadrobilek (Aut) - 85 Josef Wehrli (de) (Sui) - 86 Erwin Lienhard (ca) (Sui) - 87 Reimund Dietzen (All) - 88 Gerhard Schönbacher (en) (Aut) - 89 Daniel Girard (Sui) - 90 Stefan Mutter (Sui)       |
| Van De Ven Moser | | |
| - 91 Dirk Heirweg (Bel) - 92 Etienne Vandersnickt (Bel) - 93 René Van den Bossche (Bel) - 94 Rudy Busselen (Bel) - 95 Benny Schepmans (Bel) - 96 Marc van den Brande (Bel) - 97 Daniel Plummer (Bel) - 98 Patrick Lerno (de) (Bel) - 99 Luc De Grauwe (en) (Bel) - 100 Maurice Van Heer (Bel) | | |